# 10151 Rubens
10151 Rubens este o planetă minoră (asteroid), cu un diametru de 4,959 km, din centura de asteroizi. A fost descoperită pe 12 august 1994 la Observatorul European Austral de Eric Walter Elst și a fost numită după Peter Paul Rubens. 
Obiectul prezintă o orbită caracterizată de o semiaxă mare de 2,2587521 UAi, o excentricitate de 0,2, o înclinație de 6,31026 ° în raport cu ecliptica.